# 奇特的地名
奇特的地名是指某一地區的地名在某些方面被認為是非常規的。如該地地名中含有不雅單詞、不經意的幽默，又或者是過長或過短的地名，都可以被認定是奇特的地名。

## 形容性地名
- 伊纳克塞瑟布尔岛（Inaccessible Island）意為「沒辦法進入的島嶼」。該島是一個位於南大西洋中部的火山島，因地形崎嶇而難以登陸該島而得名[2][3][4]。
- 死亡谷（Death Valley），該地區是地球上最熱的地區之一，1849年加利福尼亞淘金潮期間有13名拓荒者因試圖穿越而死亡，因而得其名[5]。

## 同名單詞
- 密斯特克島（Mistake Island）是一座位於美國緬因州華盛頓縣的島嶼，其名在英文裡為錯誤（wiktionary:Mistake）。

## 不經意的幽默或粗話

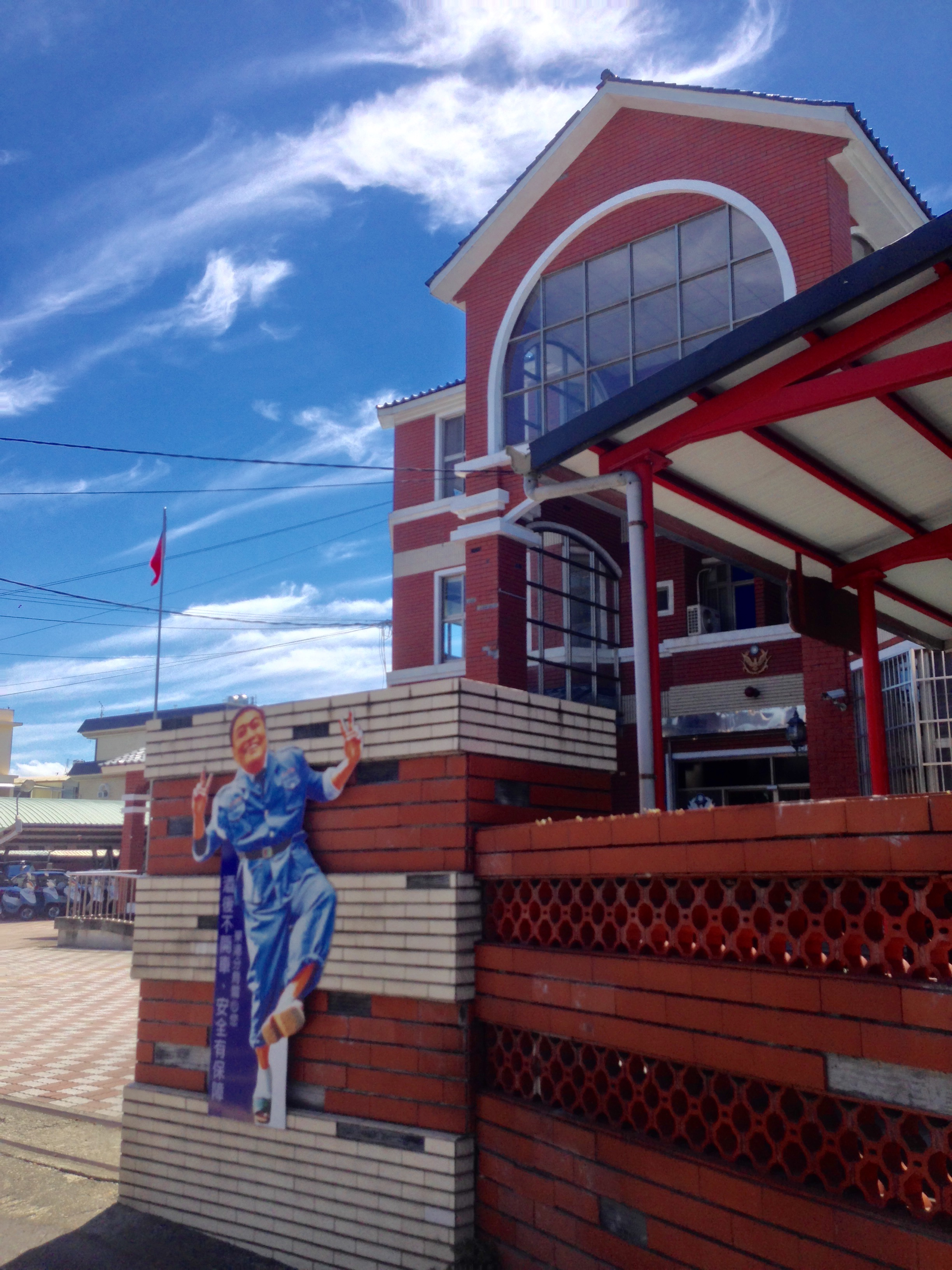
原名烏龍派出所的興龍派出所

- 臺灣屏東縣政府警察局東港分局興龍派出所原名烏龍派出所，在日據時代其全名是高雄州東港郡烏龍警察官吏派出所，烏龍派出所的名稱一直延用至1991年。該所原名因與日本動畫「烏龍派出所」同名，而聲名大噪[6]。
- 林北卡好社區位於臺灣雲林林內鄉，其地名諧音為台語粗話[7]。
- 臺中市大里區竹仔坑國民小學原名健民國民小學，源於學校所在的健民里。由於校名發音與「wiktionary:賤民」相近。當地家長與社區後要求改名[8]。
- 市政北七路音近台語的「wiktionary:白癡」。當地民眾曾經要求改名，但臺中市政府拒絕[9]。